# 玉龙羊茅
玉龙羊茅（学名：Festuca forrestii），为禾本科羊茅属下的一个植物种。